# ベントレー・4¼リットル

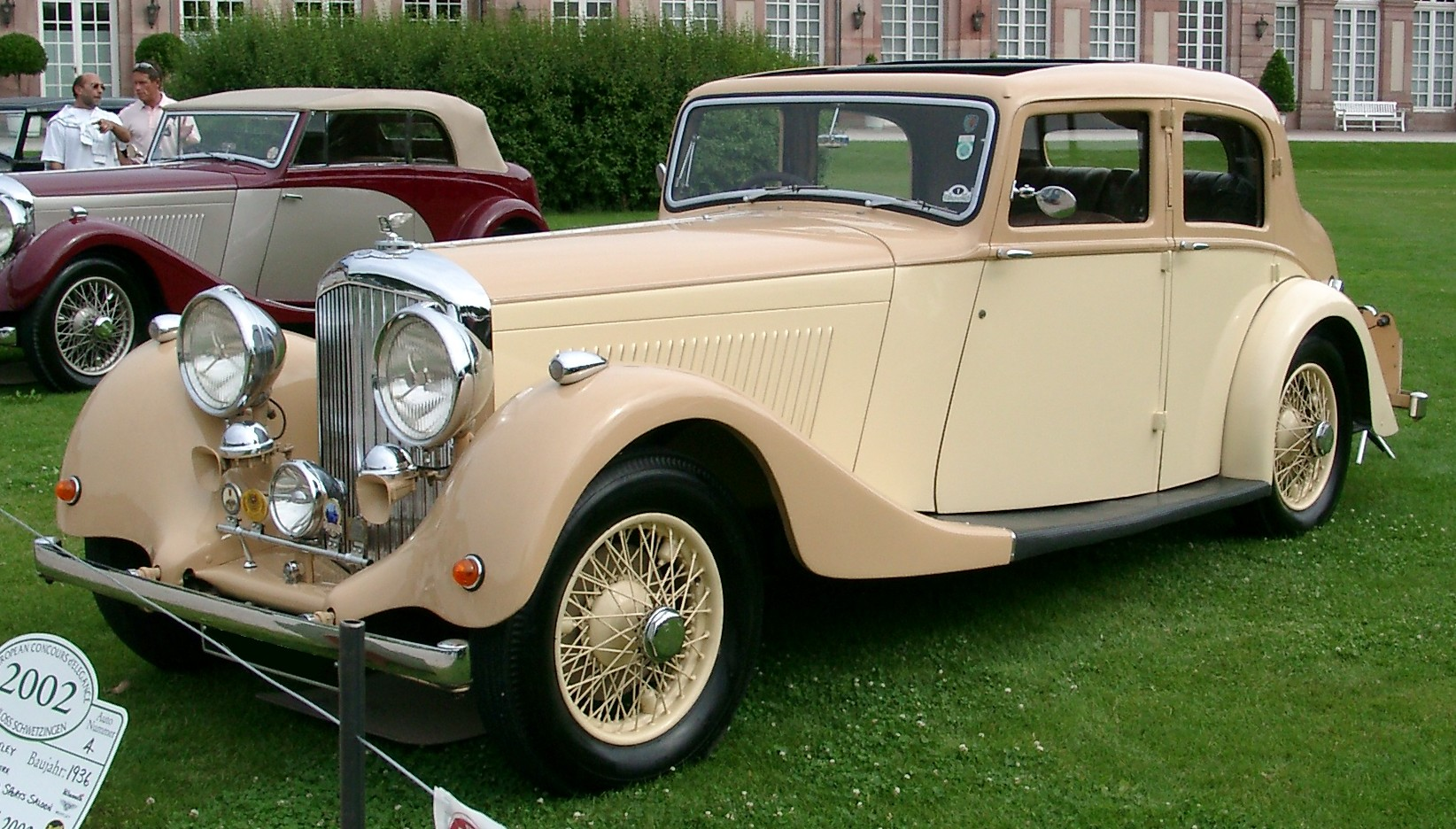
4¼リットル

ベントレー・4¼リットルはベントレーが1936年から1939年に製造した乗用車である。
ロールス・ロイス・25/30HPをベースとし、スキナーズ・ユニオン製ツインキャブレター等のチューニングを受け、シャシも低く短くされている。
エンジンは直列6気筒、内径φ88.9mm×行程114.3mmで排気量4,257cc。最高出力は公表されなかったが最高速度はロールス・ロイス・25/30HPとの比較で30km/h以上上回る154km/hとされていた。
トランスミッションは4MT。
ホイールベースは126in=3200.4mm。
後期型ではカムシャフトの改良、ハイギアード化により最高速度171km/hとなった。
ロールス・ロイス・25/30HPがロールス・ロイス・レイスに発展したのを受けて製造中止となり、生産台数は1,234台。後継車はロールス・ロイス・レイスをベースにシャシを改良したベントレー・マークV。